# غرده بردان (مهاباد)
قرية غرده بردان (بالكردية: گردەبەردان) هي إحدى القرى التابعة لـكاني بازار في ريف قسم خليفان من مقاطعة مهاباد، في محافظة أذربیجان الغربیة الإيرانية.

## السكان
حسب إحصاءات سنة 2006، بلغ إجمالي السكان في غرده بردان 102 نسمة وعدد المساكن 17 مسكن. لغة سكان غرده بردان هي اللغة الكردية و هم من أهل السنة والجماعة والمذهب الشافعي.